# Cirkelbundel

Twee verwante cirkelbundels, soort 3 (blauw), soort 1 (rood)

Een cirkelbundel is een verzameling cirkels waarbij de symbolische vergelijking van zo’n cirkel voor een reële waarde van {\displaystyle \lambda } geschreven kan worden als:
{\displaystyle (1-\lambda )\cdot C_{1}+\lambda \cdot C_{2}=0}
Hierin zijn {\displaystyle C_{1}=0} en {\displaystyle C_{2}=0} symbolische vergelijkingen van twee verschillende, niet-concentrische gegeven cirkels {\displaystyle {\mathcal {K}}_{1}} en {\displaystyle {\mathcal {K}}_{2}}, de basiscirkels van de bundel. De bundel wordt voortgebracht door de cirkels {\displaystyle {\mathcal {K}}_{1}} en {\displaystyle {\mathcal {K}}_{2}}; de cirkels {\displaystyle {\mathcal {K}}_{1}} en {\displaystyle {\mathcal {K}}_{2}} zijn de voortbrengende cirkels van de bundel.
De middelpunten van de cirkels van een cirkelbundel zijn collineair. De lijn door de middelpunten heet de centraal (ook wel as) van de bundel.
Er zijn drie soorten cirkelbundels, namelijk bundels bestaande uit:
1. cirkels met twee gemeenschappelijke snijpunten;
2. elkaar rakende cirkels;
3. niet-snijdende (disjuncte) cirkels.

De cirkels van een cirkelbundel hebben een gemeenschappelijke machtlijn, die opgevat kan worden als een ontaarde cirkel van de cirkelbundel.

Cirkelbundels van soort 3 bevatten daarnaast twee ontaarde cirkels met straal 0 die de limietpunten van de bundel worden genoemd. Het raakpunt van een bundel van soort 2 kan worden opgevat als een ontaarde cirkel met straal 0 en is daarmee dan ook een element van de bundel.

## Machtlijn
Voor {\displaystyle \lambda \neq 0} gaat de symbolische vergelijking van de bundel over in:
{\displaystyle (1-{\frac {1}{\lambda }})C_{1}-C_{2}=0}
Voor {\displaystyle \lambda \to \infty } geeft dit:
{\displaystyle {C}_{1}-{C}_{2}=0}
Omdat in deze vergelijking de termen met {\displaystyle x^{2}} en {\displaystyle y^{2}} ontbreken, is dit in het algemeen een lineaire vergelijking in {\displaystyle x} en/of {\displaystyle y} en daarmee dus de vergelijking een rechte lijn.
De uitdrukking {\displaystyle {C}_{1}-{C}_{2}=0} is de symbolische vergelijking van de gemeenschappelijke machtlijn van de bundel: de machtlijn van elk tweetal cirkels uit de bundel valt samen met de machtlijn van de bundel.

## Voorbeeld

### Machtlijn, centraal
Gegeven zijn de cirkels {\displaystyle {\mathcal {K}}_{1},{\mathcal {K}}_{2}} met vergelijkingen in een cartesisch assenstelsel:
{\displaystyle {\begin{aligned}&{{\mathcal {K}}_{1}}:{{x}^{2}}+{{y}^{2}}={{r}^{2}}\qquad ;{\text{hier}}\ {\text{is}}\ {{C}_{1}}\equiv {{x}^{2}}+{{y}^{2}}-{{r}^{2}}\\&{{\mathcal {K}}_{2}}:{{(x-a)}^{2}}+{{y}^{2}}={{R}^{2}}\qquad ;{\text{hier}}\ {\text{is}}\ {{C}_{2}}\equiv {{(x-a)}^{2}}+{{y}^{2}}-{{R}^{2}}\\\end{aligned}}}
De vergelijking van de machtlijn van de bundel die wordt voortgebracht door {\displaystyle {\mathcal {K}}_{1},{\mathcal {K}}_{2}}, is:
{\displaystyle ({{x}^{2}}+{{y}^{2}}-{{r}^{2}})-\left({{(x-a)}^{2}}+{{y}^{2}}-{{R}^{2}}\right)=0}
of:
{\displaystyle x={\frac {{{r}^{2}}-{{R}^{2}}+{{a}^{2}}}{2a}}}
De vergelijking van een cirkel uit deze bundel is dan voor zekere {\displaystyle \lambda }:
{\displaystyle (1-\lambda )({{x}^{2}}+{{y}^{2}}-{{r}^{2}})+\lambda \left({{(x-a)}^{2}}+{{y}^{2}}-{{R}^{2}}\right)=0}
of:
{\displaystyle {{(x-\lambda a)}^{2}}+{{y}^{2}}={{{a}^{2}}{\lambda }^{2}}+({{R}^{2}}-{{r}^{2}}-{{a}^{2}})\lambda +{{r}^{2}}}
Het middelpunt van deze cirkel heeft dan de coördinaten {\displaystyle (\lambda a,0)}, waaruit blijkt dat de x-as de centraal is van deze bundel.

### Limietpunten
Voor het kwadraat van de straal {\displaystyle s} van een cirkel uit de bundel geldt:
{\displaystyle {{s}^{2}}={{a}^{2}}{{\lambda }^{2}}+({{R}^{2}}-{{r}^{2}}-{{a}^{2}})\lambda +{{r}^{2}}}
Als {\displaystyle s=0} is – de cirkel is dan ontaard in een puntcirkel – geldt:
{\displaystyle \lambda ={\frac {{{a}^{2}}+{{r}^{2}}-{{R}^{2}}\pm {\sqrt {{{({{R}^{2}}-{{a}^{2}}-{{r}^{2}})}^{2}}-4{{a}^{2}}{{r}^{2}}}}}{2{{a}^{2}}}}}
En daaruit volgt dan voor de coördinaten van de (reële) limietpunten {\displaystyle P_{1,2}} van deze bundel:
{\displaystyle {{P}_{1,2}}=(\lambda a,0)=\left({\frac {{{a}^{2}}+{{r}^{2}}-{{R}^{2}}\pm {\sqrt {{{({{R}^{2}}-{{a}^{2}}-{{r}^{2}})}^{2}}-4{{a}^{2}}{{r}^{2}}}}}{2a}},0\right)}

## Verwante cirkelbundels

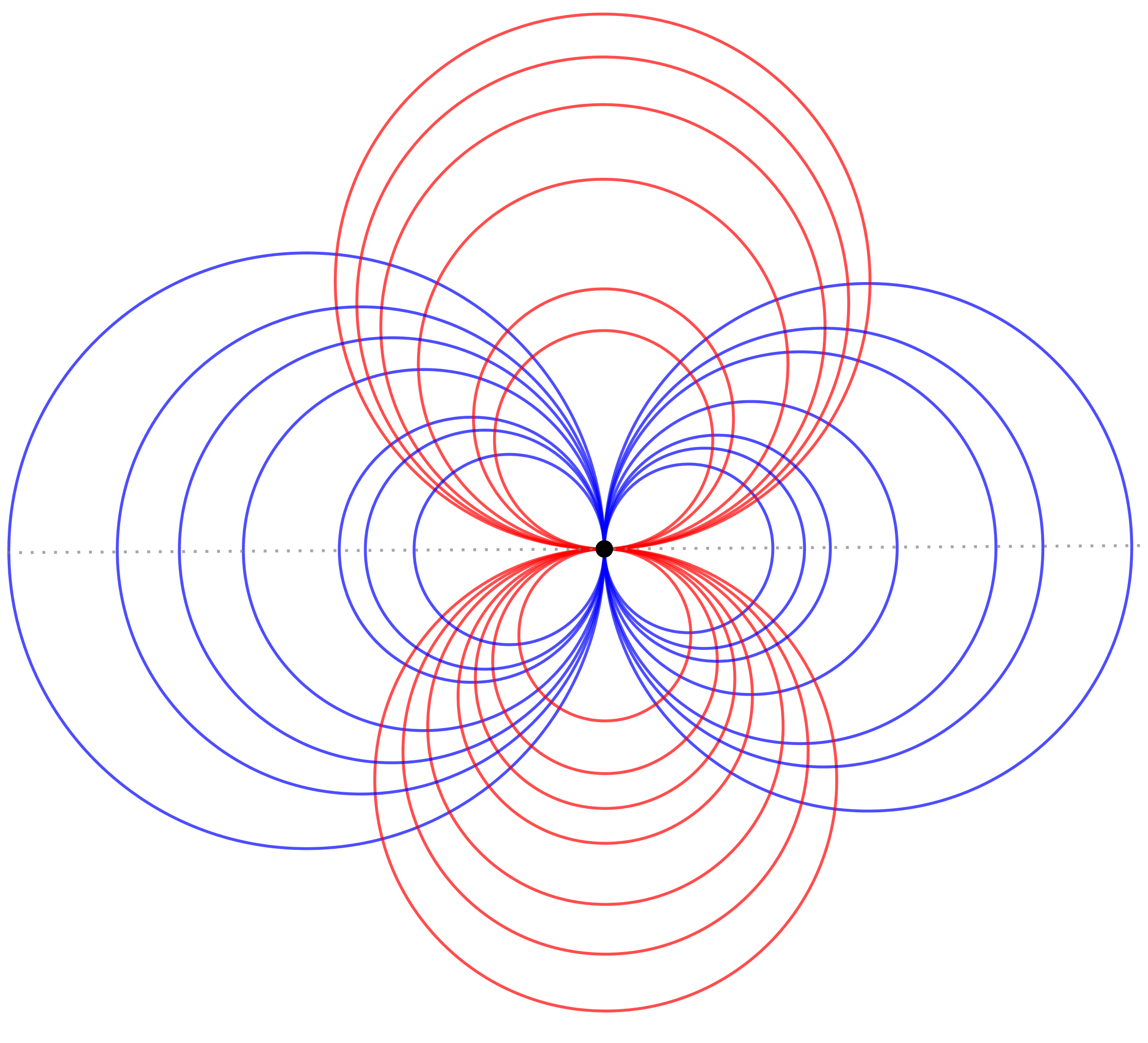
Twee verwante cirkelbundels (soort 2)

De cirkels die de cirkels van een bundel loodrecht snijden, vormen eveneens een cirkelbundel. Deze tweede cirkelbundel en de gegeven cirkelbundel heten elkaars verwante. De verwante van een cirkelbundel van soort 1 is een cirkelbundel van soort 3 (en omgekeerd); de gemeenschappelijke snijpunten van de ene bundel zijn dan de limietpunten van de andere (zie bovenstaande figuur).

De verwante van een cirkelbundel van soort 2 is een cirkelbundel van soort 2 (zie de figuur hiernaast).
De gemeenschappelijke machtlijn van een cirkelbundel is de lijn door de middelpunten van zijn verwante cirkelbundel.

## Constructie van een bundelexemplaar

### Soort 1 en 2
Zijn van een bundel van een van deze soorten één cirkel {\displaystyle {\mathcal {K}}_{1}} (met middelpunt {\displaystyle M}) en de machtlijn {\displaystyle m} gegeven, dan is de constructie van een tweede bundelexemplaar {\displaystyle {\mathcal {K}}_{2}} triviaal. Immers, de machtlijn bepaalt de twee gemeenschappelijke punten {\displaystyle A} en {\displaystyle B} c.q. het gemeenschappelijke raakpunt {\displaystyle A} van alle cirkels in zo'n bundel.

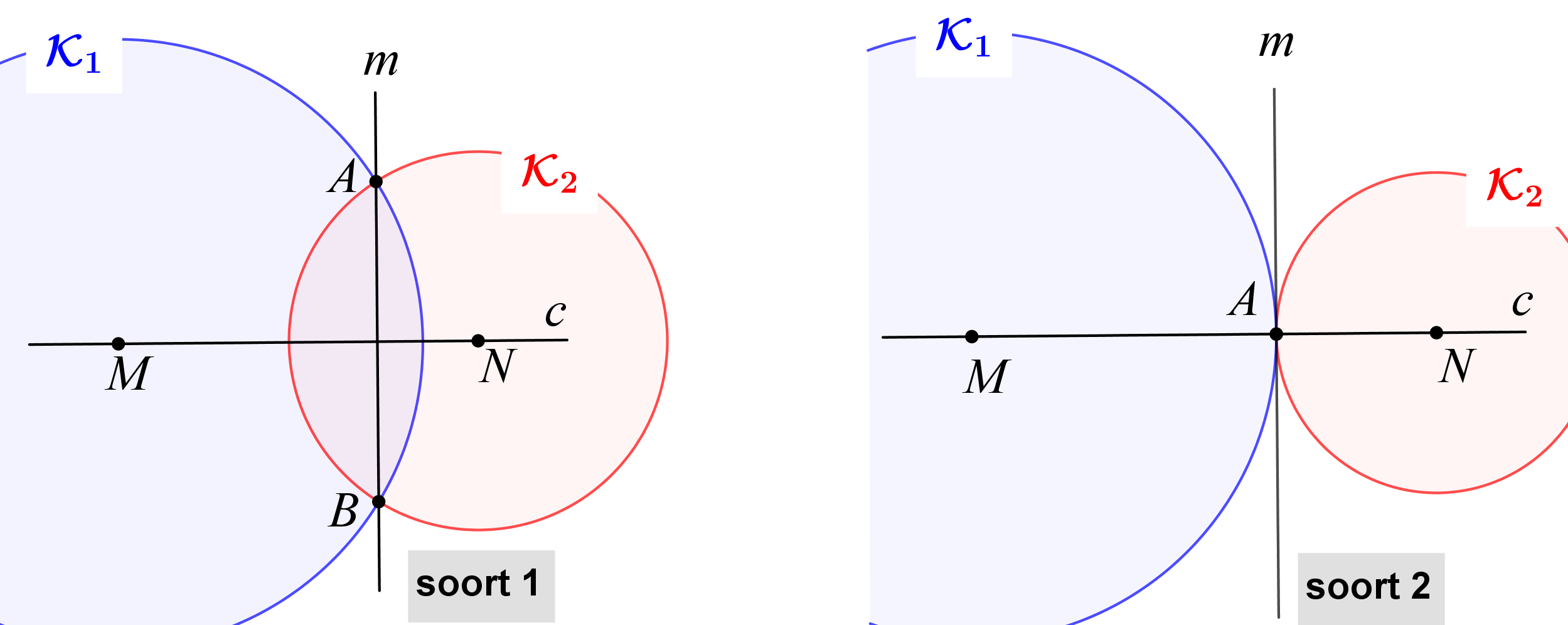
Constructies van een bundelexemplaar (soort 1 en 2)

Constructiestappen
| 1. Loodlijn(M, m) = c // dit is de centraal |
| 2. PuntOp(c) = N // willekeurig             |
| 3. Cirkel(N, A) = K2                        |
De cirkel {\displaystyle {\mathcal {K}}_{2}} is dan een exemplaar van de bundel die bepaald wordt door {\displaystyle {\mathcal {K}}_{1}} en {\displaystyle m}.

### Soort 3
In dit geval is de constructie iets ingewikkelder. Er wordt bij deze constructie gebruik gemaakt van de eigenschap van de machtlijn: alle punten van de machtlijn hebben gelijke raaklijnstukken aan de bundelexemplaren. Een bijzonder punt hierbij is het snijpunt {\displaystyle P} van de machtlijn en de centraal.

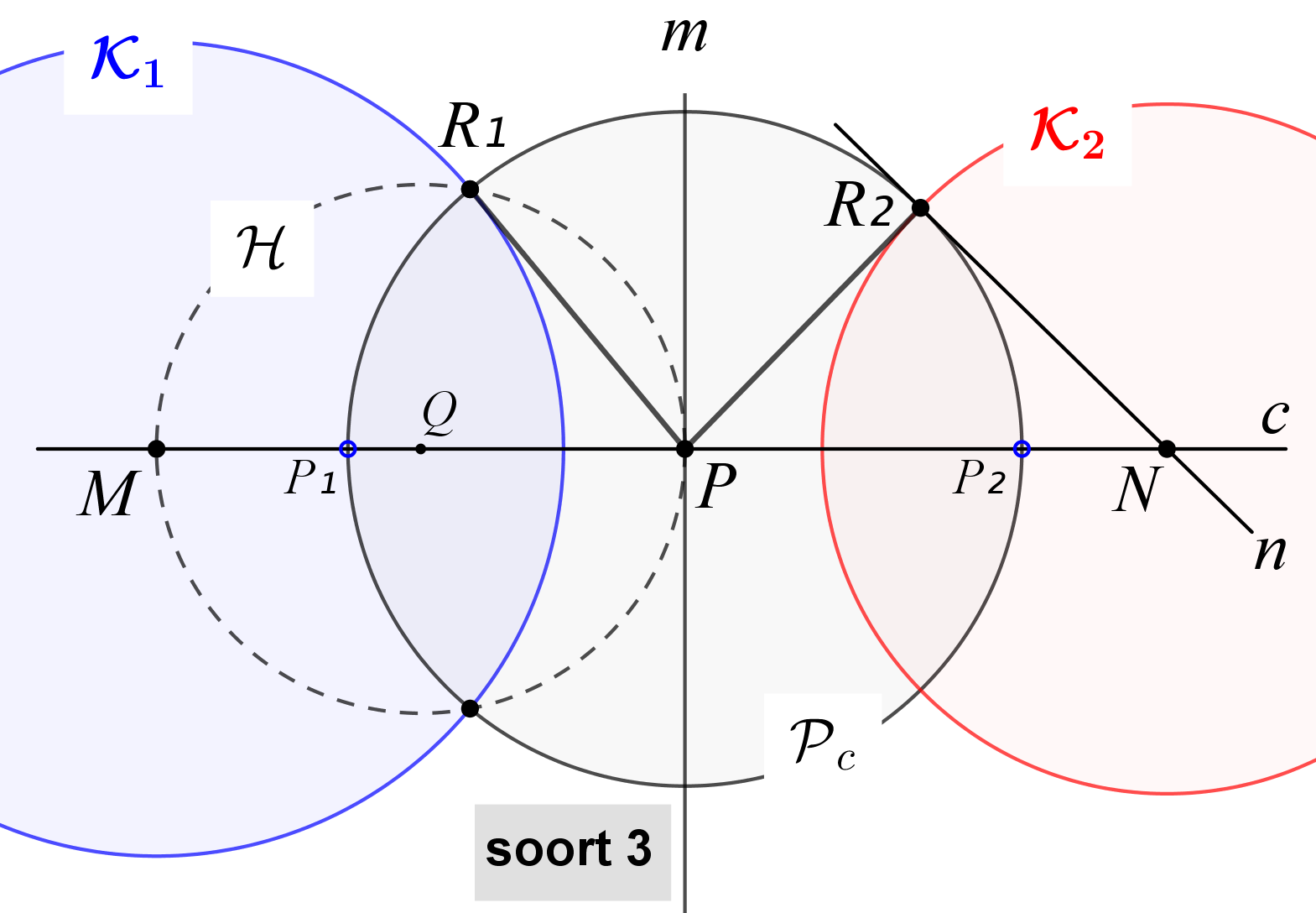
Constructie van een bundelexemplaar (soort 3)

Constructiestappen
| 1. Loodlijn(M, m) = c       |  | 7. PuntOp(Pc) = R2 // willekeurig |
| 2. Snijpunt(m, c) = P       |  | 8. Lijnstuk(P, R2) = p            |
| 3. Midden(P, M) = Q         |  | 9. Loodlijn(R2, p) = n            |
| 4. Cirkel(Q, P) = H         |  | 10. Snijpunt(n, c) = N            |
| 5. Snijpunt(en)(H, K1) = R1 |  | 11. Cirkel(N, R2) = K2            |
| 6. Cirkel(P, R1) = Pc       |  |                                   |
N.B. De lijnstukken {\displaystyle PR_{1}} en {\displaystyle PR_{2}} zijn gelijke raaklijnstukken, opvolgend aan de cirkels {\displaystyle {\mathcal {K}}_{1}} en {\displaystyle {\mathcal {K}}_{2}}.
De cirkel {\displaystyle {\mathcal {K}}_{2}} is dan een exemplaar van de cirkelbundel die bepaald wordt door {\displaystyle {\mathcal {K}}_{1}} en {\displaystyle m}. De snijpunten {\displaystyle P_{1,2}} van de cirkel {\displaystyle {\mathcal {P_{c}}}} met de centraal {\displaystyle MN} zijn de limietpunten van de bundel. De cirkel {\displaystyle {\mathcal {P_{c}}}} is de zogeheten Poncelet-cirkel van deze bundel.

## Bundel van concentrische cirkels
Als de x-as van het cartesische assenstel wordt gekozen als centraal van een cirkelbundel, kan de vergelijking van elk bundelexemplaar {\displaystyle {\mathcal {K}}_{i}\;(i=1,2,\dots )} met reële getallen {\displaystyle a_{i},\,d_{i}} geschreven worden als:
{\displaystyle C_{i}\equiv x^{2}+y^{2}+a_{i}x+d_{i}=0}
De coördinaten van het middelpunt van zo'n cirkel zijn dan {\displaystyle (-{\tfrac {1}{2}}a_{i},0)}.
De machtlijn van die bundel is voor {\displaystyle i=1,2}:
{\displaystyle C_{1}-C_{2}\equiv (a_{1}-a_{2})x+(d_{1}-d_{2})=0}
Zijn de cirkels concentrisch, dan is {\displaystyle a_{1}=a_{2}}. De vergelijking van de machtlijn krijgt daardoor met {\displaystyle k=d_{1}-d_{2}} de gedaante:
{\displaystyle (^{*})\quad 0\cdot x+k=0}
De betekenis van deze relatie kan als volgt worden onderzocht.
Bij de loodrecht op de x-as staande willekeurige rechte lijn met vergelijking:
{\displaystyle Ax+D=0}
heeft het lijnstuk tussen de oorsprong en het snijpunt van die lijn met de x-as de lengte 
{\displaystyle s=\mid -{\tfrac {D}{A}}\mid }. De waarde van {\displaystyle s} wordt groter naarmate {\displaystyle A} kleiner wordt. Er geldt:
{\displaystyle \lim _{A\to 0}s=\infty }
De hierboven met {\displaystyle (^{*})} aangegeven relatie kan dan worden opgevat als de "vergelijking" van een rechte lijn die een oneindig groot stuk van de (positieve of negatieve) x-as afsnijdt. Omdat deze lijn ook evenwijdig is met de y-as, heeft die lijn twee verschillende oneigenlijke punten en is daarmee de oneindig verre rechte van het vlak.
Algemeen geldt: als van twee cirkels, waarvan de een geheel binnen de andere ligt, de middelpunten elkaar naderen, zal hun machtlijn steeds verder weg komen te liggen en voor concentrische cirkels overgaan in de oneindig verre rechte van het vlak.